# Wanchy-Capval
 Wanchy-Capval  es una población y comuna francesa, en la región de Normandía, departamento de Sena Marítimo, en el distrito de Dieppe y cantón de Londinières.

## Demografía
| 524 | 448 | 445 | 397 | 351 | 317 |
| Para los censos de 1962 a 1999 la población legal corresponde a la población sin duplicidades (Fuente: INSEE [Consultar]) |     |     |     |     |     |